# Körösszegapáti
Körösszegapáti (románul Apateu) község Hajdú-Bihar vármegyében, a Berettyóújfalui járásban.

## Fekvése
A vármegye délkeleti részén található, Berettyóújfalutól 25 kilométerre, a Sebes-Körös és a román határ közelében. Természetföldrajzi szempontból a Bihari-sík délkeleti peremén, a Kis-Sárrét szomszédságában fekszik.
Szomszédai: észak felől Told, északkelet felől Berekböszörmény, dél felől Körösnagyharsány, délnyugat felől Körösszakál és Magyarhomorog, északnyugat felől pedig Mezősas. Igen kevés a híja, hogy nem szomszédos Berettyóújfaluval is.

### Megközelítése
A településen végighalad, nagyjából északkelet-délnyugati irányban a Biharkeresztes-Komádi közti 4215-ös út, közúton a két végponti város felől ezen érhető el a legegyszerűbben. Berettyóújfalutól a 4217-es út vezet idáig, ezen érhető el az ország távolabbi részei (a 42-es és a 47-es főutak) felől is.
Körmösdpuszta településrész jó 6-7 kilométerre északnyugatra fekszik a központtól, közúti elérését a 4217-esből kiágazó 42 114-es számú mellékút teszi lehetővé.
Vasútvonal nem érinti a települést, sőt annak környékét sem, a legközelebbi működő vasútállomások 15-20 kilométerre fekszenek.
A Debrecen-Gyula vonalon fekszik. Közlekedése jónak mondható. Óránként van busz Berettyóújfalu irányába és vissza. Budapest felől a 4-es főútról, majd a 42-es-ről, valamint az M3-asról, Debrecenen át Gyula felé lehet megközelíteni.

## Története
A honfoglalás után a vidéket a Borsa és a Vata nemzetség népesítette be. Az erdővel borított tájat a letelepedettek nem vették teljesen birtokba. A lakott területek a királyi család magánbirtokai lettek.
A 11. századi pogánylázadás során a vidék Vata táborához csatlakozott.
Első írásos említése 1214-ből való (Váradi regestrumban), amikor a váradi tűzpróbára ítéltek között apáti lakos is szerepelt.
A település fejlődését a tatárok betörése szakította meg. Kadán hadai elpusztították a községet.
IV. Béla a pusztulás után pásztorkodó kunokat telepített a vidékre. A tatárdúlás után a Borsa nemzetséghez tartozó Tamásfiak seregei feldúlták a község területét. Az Árpád-ház kihalása után Kopasz bán hadai felégették a területet. Az öldöklést a debreceni Dózsa ispán állította meg.
1221-ben, a Váradi regestrum Apathi, Apathy néven, tordai birtokként, említette a községet. A történelmi Biharvármegye, Sárréti, majd Biharkeresztesi járás része volt.  Egyházas helyként szerepelt 1332-ben, és átlagosan 13 garas pápai tizedet fizetett 1332-1337 között.  Az Anjou-kor időszakát az 1347-50 között dúló pestisjárvány szakította meg.
A 14. századtól a Csákyak birtokolták  Apátit kisebb-nagyobb megszakításokkal,  a Körösszegi uradalom részeként egészen a 19. század végéig, mások szerint a 20. század elejéig. 1471-ben a törökök sikertelenül ostromolták Váradot. Ali szendrői bég martalócai végigdúlták a községet. I. Mátyás király halála után az adóterhek emelkedése miatt tiltakozó apáti jobbágyok csatlakoztak a Dózsa-féle parasztfelkeléshez. Részt vettek abban a csatában, ahol a jobbágyhad elfoglalta a Körösszegi várat.
Szapolyai János temesvári győzelme után a királyi csapatok Bihar váránál megsemmisítették a vármegye felkelőit, köztük igen sok apáti lakost is.
A község lakói a 16. század elején a földesuruktól katonai szolgálat fejében mentességet (taksa és tized fizetése alól) kaptak a jobbágyterhek hordozása alól.
Az Apáti nevet az egykori tordai apátságról nyerte, a Körösszeg előnevet az uradalom várától kapta. A tordai apátság után Kopasz László nádor kapta meg a Körösszegi uradalmat,  amelynek Apáti ekkor már része lehetett. Többen tévesen feltételezték, hogy nevét a község a körösszegi domonkos rendi apátságtól kapta. Állt egy domonkos rendi apátság a Körösszegi uradalomban, vagy más helyen 1553-ig, de az alapítása jóval későbbi, a Csákyak korából való volt. 1864-ben a községi jegyző így írt: „…ezen község mindég a gróf Csákyak birtokán lévén, kik kőzűl sókan föpapságot ís viseltek, innét kifolyólag valamellyik Csáky, kié ez a bírtok, a felelet ez lehetett reá, az Apáthé t.i., az akkóri Apát, Csákyé, a Későbbi nép aztán, megtartotta, s nevezte Később Apáthinak,”
Régészeti lelőhelyként a következő nyomok találhatók: középső neolitikus és rézkori leletek, késő bronzkori telepnyomok, szkíta kori és kelta sírok, szarmata sánc nyomai, római kori barbár temető (2-4 sz.), 10 századi temető, Árpád-kori telepnyomok.
A Csáky-család levéltára 1421-ben Apáthi néven említette a községet.
1552-ben a vármegyei összeírás 6 portát mutatott a Csáky-család birtokában. Csáky Demeter 20, Miklós bizonytalan számú házhelyek birtokosa volt. 1568-94 között a Tárkányi család birtokolta.
A török pusztítás után a lakosság a közeli erdőben és nádasokban élt 18 éven át.  A pusztulás után hosszú ideig lakatlan volt.
1654-ben a község református hitű magyarokból állott.

### A török vész
Gyula várának elfoglalása után Körösszegapátiban többször megfordultak az élelmet szerző janicsárok. A támadások miatt egyre több lett az elhagyott porta. A lakosság örömmel állt Bocskai István zászlaja alá. Bethlen Gábor és I. Rákóczi György ideje alatt béke volt a területen.
1660-ban a török-tatár seregek elfoglalták Váradot, és egyidőben a falut is feldúlták. A Keresztszeg Apáti Reformáta Eklesiának Matrikulája szerint: „Előbb kellett lerohanni a Katalin várat, s innen menni várad alá. …Beszélik erről a toronyról, hogy itt valamikor kolostor lehetett s a Töröknek Váradhoz közelítésekor pusztán hagyatott. …Vannak emberek, akik állítják azt, hogy hallották őseiktől, hogy a Török lerohanván az ide közel fekvő ma is romokban lévő Katalinvárat, Apátiból az uraság akkori tisztjét el fogatta, az prédikátort is el fogni parancsolta, de az el rejtvén magát az erdő sűrűbb részeiben, meg nem találtatott. ”
A 16. század végén és a 17. század elején többször ismétlődő török támadások pusztításai a körösszegi uradalmat elnéptelenítették. A pusztulás méreteire következtethetünk özvegy Csáky Istvánné és Bethlen Gábor erdélyi fejedelem között 1615-ben váltott levélből. Az uradalom mentesítette a megmaradt jobbágyokat a dézsma fizetése alól. Az 1635-ben keletkezett urbárium szerint a környéken, az uradalom területén, sok a lakatlan helység, és igen magas a migráció aránya. Az összeírás gazdaságtörténeti és településtörténeti szempontból igen érdekes.
A 17. század második felében ismét kicserélődhetett Apáti lakossága, mert az 1692-es összeírás  nevei eltérő az 1635 és 1641-ben feljegyzettekétől. Az öt lakost szabadosként (libertinus) írták össze, ami azt jelentette, hogy a földesúr Apáti lakosságát mentesítette a jobbágyterhektől fegyveres szolgálat ellenében. Tehát ebben az időben a falu nem fizetett Csáki Lászlónak sem taksát, sem tizedet. A török Várad elfoglalása után a község szabadosaitól 15 magyar forint adót, és terméstizedet követelt. A háborús idők elmúltával megszűnt a község szabados állapota, a későbbi összeírásokban, mint jobbágyok szerepeltek a lakosok.
A császári seregek 1691-ben foglalták vissza Váradot.
1693-94 között az ellenség többször portyázott a vármegye területén. Apáti református templomát is lerombolták, a lakosok az erdőbe és a komádi rétre menekültek a „dühösködés” megszűntéig.

### 18-19. század
A török kiűzése után a Habsburg császár zsoldosai sarcolták a megmaradt lakosságot. Ezért a II. Rákóczi Ferenc vezette szabadságharc kitörésekor többen Bóné András seregéhez csatlakoztak.
Az 1800-as évek elején Keresztszeg-Apáti megnevezést találunk.  A Csáky család 1801-ig hol zálogba, hol árendába adta a községet.
1801-ben, Apáti, István grófnak jutott, ki a Keresztszegi, Két Tóti, Körmösdi, Boldogasszonytelki birtokokból alakult uradalom főhelyévé tette. A birtokokat még ebben az évben zálogba vette gr. Csáky Jánosné, aki lányára Petronellára, gr. Csáky Antalnéra hagyta (haláluk után Berekböszörménnyel együtt ismét családi birtokká vált).
1838-39-ben honvédek voltak: B. Bereczki Mihály, Kígyós István Orsován meghalt, Eszenyi Ferenc, Rövid Mihály, Berke Flóra, B. Bereczki István, =Pénzes József, Szalai István Törökországban halt meg, =Blága Tógyer, Eszenyi Mihály, Cseke József, Nánási Mihály  = Piskinél, N. Cseke József = Piskinél, Czegle János, Lőkös Mihály.
1843-ból a következőket találjuk feljegyezve: „De hogy Apáti meg volt, már ez előtt, és az elpusztulás utáni Apátiról szólott az említett igen agg nő, nemcsak gyanítható, hanem szinte valójában állítható, abból, amit nemcsak az említett Papp Ferenc, hanem minden mostani öregek emlegetnek, hogy látták, érték, vagy legalább tulajdon szüleiktől gyakran hallották emlegettetni: – nevezetesen közösen hitelesítik ezt.”  Ebben az évben a matrikulai bejegyzés szerint Méltóságos Csáky Antal, és neje Méltóságos Csáky Petronella grófnő voltak a birtokosok.
Az 1848–49-es forradalom és szabadságharc ideje alatt többen csatlakoztak a honvédek seregéhez. Kossuth katonáinak vallották magukat: Bereczki Mihály, Kígyós István, Eszenyi Ferenc, Rövid Mihály, Nánási Mihály, Czegle János, Lőkös Mihály. Mindannyian a piski csatában estek át a tűzkeresztségen és részt vettek Orsovánál a csatában. A szabadságharc bukása után Szalai István  apáti lakos követte Kossuthot a törökországi száműzetésbe.
Az egyházi anyakönyvek szerint a lakosság döntő része földművelő volt, de voltak nagy számú szolgálók, cselédek és napszámosok. A mezőgazdasági munkák kezdését és befejezését a községi vezetés állapította meg. A fontosabb munkákat dobszó segítségével „közhírré” tették. Az aratás megkezdésekor ünnepi istentiszteletet tartottak a templomban, a befejezést követő vasárnap pedig úrvacsorát osztottak. Kukoricatöréskor, szüretkor az iskolák szünetet tartottak, mert az iskolás gyerekek is részt vettek a betakarításban.
1850-ben árvíz volt és összerombolta a házakat. Az árvíz védekezése ellen a templomokat a legmagasabb pontra építették és köréje a házakat. Kevés ház épült a Böszörményi út lapos részén. A Sebes-Körös sokszor kiöntött. A régi anyagokból új helyen építkeztek, a község nyugati részén, a jelenlegi Petőfi, Jókai, Bem, Kossuth utca folytatásán (akkor új sornak nevezték). Az árvíz által elpusztított területeken ma is megtalálhatók a „Kisföldek” parcellái. Az emberek emlékeztek még arra, amikor az eke téglát és cserepet fordított ki a földből.
1894-ben a Csáky birtokról Tokai István apáti lakos felügyelete alatt a párizsi világkiállításra szállított magyar címeres szarvasmarha díjat nyert. 1859-ben számos gyújtogatás volt. Az uradalom majorjába berakott 4000q búzát akarta felgyújtani valaki, amikor a pandúrok tetten érték.
1863-ig a nép békésen élt egymás mellett. Egyik évben magyar volt a bíró, másik évben román. 1863-ban, a korcsmában pálinkázó román, részeg kanászok egy magyar legényt halálra szurkáltak. Elfogásukra megérkezett vezetőségnek sem engedelmeskedtek. Ekkor a bíró, Szathmári Mihály, a hírre odament fegyveresen, – mert a jegyzőt a csaplár bezárta, nehogy leszúrják. A részegekhez csatlakoztak a hittársaik is, így az elfogásuk nehezen ment. A bíró kezében lévő puskát egyik engedetlen vasvillával félreütötte, a puska elsült, és a lövés Kurucsó Ferenc nevű ref. gondnokot, a bíró legjobb barátját úgy találta, hogy az rögtön összerogyott. A lakosok egymást ütötték, úgy, hogy a sebesültek száma több volt 40-nél. Az éppen közel járó pandúrok csillapították le a lakosokat, és a bűnösöket elfogdosták. A főbűnöst, aki miatt meghalt Kurucsó, a református lakosok megrohanták, és egy pillanat alatt vérbe fagyasztották. Aztán irgalmatlanul összetaposták, másnap halottnak tartotta nemcsak a nép, hanem két orvos is. Egy év múlva felgyógyult és bíróság elé állították. A vérengzés után nemsokára helyreállt a rend.

### A 20-21. században
1901-ben, Körösszeg-Apáthi lakossága 1639 fő, házainak száma 275 volt. A faluhoz tartozott Körmösd és Herkán puszták. Ebben az évben rendkívüli hideg volt, állandó tartó hóval.
Az 1910-es népszámlálás szerint Körösszegapáti lakossága: 2144 fő.
1938-ban Nagyközség a Biharkeresztesi járásban. Hozzátartozó terület: Belectanya és Körmösdpuszta, 456 lakossal. A lakosok száma: 2138 fő, 1448 magyar, 3 német, 687 román nemzetiségű. A vallás tekintetében: 31 római katolikus, 10 görögkatolikus, 1221 református, 14 evangélikus, 833 görögkeleti, 24 izraelita, és 1 egyéb. Lakóház: 451. A községben volt 2 állami, 1 református, 1 görögkeleti elemi, 1 állami általános továbbképző, 1 községi gazdasági továbbképző iskola. A körorvos helyben lakott.
1945 előtti lélekszám 2100-2200 fő. A település jellege mezőgazdasági. A lakosság túlnyomó része mezőgazdasággal foglalkozott. Intenzíven fejlődött a lakosság háztáji termelése, elsősorban az állattartás.
2013-ban nagy felháborodást okozott, hogy a román ortodox templom udvarán felállították a magyarellenes szent Andrei Șaguna román ortodox püspök szobrát.

## Közélete

### Polgármesterei
| Időszak   | Polgármester   | Párt        |
| --------- | -------------- | ----------- |
| 1990–1994 | Dani Imre      | független   |
| 1994–1998 | Dani Imre      | független   |
| 1998–2002 | Dani Imre      | független   |
| 2002–2006 | Sebő László    | független   |
| 2006–2010 | Tarsoly Attila | Fidesz      |
| 2010–2014 | Tarsoly Attila | Fidesz      |
| 2014–2019 | Tarsoly Attila | Fidesz-KDNP |
| 2019–2024 | Tarsoly Attila | Fidesz-KDNP |
| 2024–     | Tarsoly Attila | Fidesz-KDNP |

## Népesség
A település népességének változása:
| Lakosok száma | 1007 | 1020 | 1012 | 933  | 810  | 815  | 799  |
|               | 2013 | 2014 | 2015 | 2021 | 2022 | 2023 | 2024 |

2001-ben a település lakosságának 85%-a magyar, 15%-a román nemzetiségűnek vallotta magát.
A 2011-es népszámlálás során a lakosok 85,9%-a magyarnak, 6% cigánynak, 0,2% németnek, 14,1% románnak mondta magát (13,6% nem nyilatkozott; a kettős identitások miatt a végösszeg nagyobb lehet 100%-nál). A vallási megoszlás a következő volt: római katolikus 7,3%, református 54,2%, görögkatolikus 0,6%, egyéb (főleg ortodox) felekezet 12,8%, felekezeten kívüli 4,6% (20,3% nem válaszolt).
2022-ben a lakosság 90%-a vallotta magát magyarnak, 12,8% románnak, 3% cigánynak, 0,2% németnek, 0,2% szlováknak, 0,1% bolgárnak, 0,1% szerbnek, 1,9% egyéb, nem hazai nemzetiségűnek (8,6% nem nyilatkozott; a kettős identitások miatt a végösszeg nagyobb lehet 100%-nál). Vallásuk szerint 44,9% volt református, 7,5% római katolikus, 5,4% ortodox, 0,4% görög katolikus, 1,6% egyéb keresztény, 0,4% egyéb katolikus, 0,1% evangélikus, 5,9% felekezeten kívüli (33,7% nem válaszolt).

## Nevezetességei
- Református templom – 1791-ben épült. A község legrégibb épülete. 1903-ban megnagyobbították. Van egy műemlék orgonája. 2001-2005 között megtörtént a teljes felújítás. 2002-ben Biharban egyedülálló festett kazettás mennyezetet kapott.
- Református gyülekezeti ház – 1841-ben épült, mint Református Elemi Iskola. 1948-ban államosították. A gyülekezet 1996-ban kapta vissza. Jelenleg Gyülekezeti Háznak használja az Egyházközség.
- Református parókia – 1943-ban épült.
- Polgármesteri hivatal – 1861-ben épült klasszicista stílusban. A környék egyik legszebb községháza volt valamikor. A 20. század második felében egy felújítás alkalmával leverték a szép díszes fal és ablakdíszeit. Régi megmaradt fényképek bizonyítják régi, szép, patinás voltát.
- Körösszegi vár – Sajnos a határ túloldalán található. IV. (Kun) László királyunk kedvelt helye volt; életét is itt fejezte be, 1291. július 10-én. A vár részét az idők folyamán elbontották. Egyedül a vártorony dacol az idővel, lassan 800 éve. Vasas téglából épült; a Nagy-Magyarország egyetlen ilyen jellegű vártornya. A 20. század elején még megvolt rajta a tető is, de a román uralom alatt fokozatosan eltüzelték a faanyagát. Jelenleg, száraz időben, földúton megközelíthető. A vár a határsáv mellett fekszik közvetlenül.
- Belecz-tározó – Körmösdpuszta határában található. Hatalmas vízgyűjtő. A természetjárók kedvelt helye.
- Vízduzzasztó a Körösön.
- Csörsz árka – A településtől keletre halad el a szarmaták által 324 és 337 között épített, az Alföldet körbekerülő Csörsz-árok. vagy más néven Ördögárok nyomvonala.